# Велс
Велс (енгл. Wales, вел. Cymru) је једна од четири конститутивне земље Уједињеног Краљевства.  Налази се на југозападу Уједињеног Краљевства и граничи се са Енглеском на истоку. То је келтска земља у којој се говори и велшким језиком иако су келтски елементи у Енглеској и Шкотској готово ишчезли.
Термин Кнежевина Велс (енгл. Principality of Wales, вел. Tywysogaeth Cymru) се понекад користи, иако Принц од Велса нема никакву улогу у власти Велса. Велс никад није био суверена држава иако је краљ Грифид ап Луелин био на власти на данашњој територији Велса и 1056. године Енглеска је признала суверенитет Велса. 1282. године краљ Енглеске, Едвард I, побједио Луелина II тако да је Велс до данас под енглеском суверенитетом, али је задржана традиционална титула независне краљевине. Велшки закони су тек замијењени енглеским 1535—1542. године. Године 1999. основан је Велшки парламент са ограниченим правима у одлучивању на локалном нивоу. Главни град Велса од 1955. је Кардиф.

## Етимологија
Поријекло имена Велс потиче од англосаксонске ријечи wealhas што значи „странац”, а коријен те ријечи може се наћи и у још неколико европских регија гдје су германски народи дошли у додир с негерманским културама. Тако постоје Валонија у Белгији или Влашка (Валахија) у Румунији.

## Географија
Велс се налази на полуострву у југозападном делу Уједињеног Краљевства. Површина Велса је 20.779 km², око 274 km дужине и око 97 km ширине. Велс се граничи са Енглеском на истоку, Бристолским заливом на југу, каналом Светог Ђорђа и Ирским морем на сјеверу. Велс има приближно 1.200 km обале. Око обале се налази неколико мањих острва, највеће је Англси на сјеверозападу.

### Геологија и рељеф
Већина Велса је брдовита, посебно у средишњем и сјеверном дијелу. Планински врхови су се формирали за вријеме задњег леденог доба, када је Британско острво било прекривено ледом. Највећи врх је Сновдонија који је на 1.085 m надморске висине.

### Клима
Највиша забележена температура је измерена 2. августа 1990. +35,2 °C, а најнижа 21. јануара 1940. -23,3 °C.

## Историја

### Праисторија
Најстарији трагови насељености датирају из палеолита. У раздобљу 2000—500. п. н. е. Британска острва су била насељена Иберима. Око 600. п. н. е. на острва су се населили Келти који су дошли у два селидбена таласа. У другом таласу долазе Бретонски Келти који насељавају Енглеску, Велс и шкотску равницу. С временом, Келти свладавају иберско становништво и намећу се као владајућа аристократија.

### Римска окупација
Римљани освајају већи дио Велса крајем 1. века.

### Средњи век
Велс никад није био суверена држава иако је краљ Грифид ап Луелин био на власти на данашњој територији Велса и 1056. године Енглеска је признала суверенитет Велса.
Велс је изгубио политичку независност 1282. када је краљ Енглеске Едвард I побиједио Луелина II тако да је Велс до данас под енглеском суверенитетом, али је задржана традиционална титула независне краљевине. Велшки закони су замијењени енглеским тек 1535—1542. године. Године 1999. основан је Велшки парламент са ограниченим правима у одлучивању на локалном нивоу.

## Економија
Дијелови Велса су индустријски развијени још од 18. века. Рударство је у 19. вијеку привлачило доста емиграната, у регију сјеверно од Кардифа. Вађење угаља, гвожђа, живе, бакра и злата је било заступљено. Због врсте земље, пољопривреда није развијена, док је узгајање стоке било развијеније. Велс, због својих националних паркова и природе привлачи велики број туриста, који играју велику улогу у мањим срединама.

## Становништво
Према подацима из 2001, Велс је тада имао 2.903.085 становника. Да је независна држава био би на 134 месту. 25% становништва није рођена у Велсу, углавном су из Енглеске, док је само 2% становништва рођено ван Уједињеног Краљевства.
Енглески језик говоре скоро сви становници, који је дефакто главни језик. Поред енглеског, око 20% становништва говори и велшки језик, који је такође службени језик.
Најраспрострањенија религија у Велсу је хришћанство (72%). Велшка презбитеријанска црква је највећа. Настала је од Велшке методистичке цркве у 18. вијеку коју је присвојила црква Енглеске 1811. године. Око 2% становништва нису хришћани, док је 18% без религије.

## Спорт
Рагби је национални спорт у Велсу. Рагби репрезентација Велса је 26 пута била првак Европе. У северном делу Велса најпопуларнији спорт је фудбал. Велшанин Гарет Бејл је један од најбољих фудбалера у историји Велса. Популарни спортови у Велсу су још и бокс, атлетика, крикет и снукер.